# Gerdo Hazelhekke
Gerdo Hazelhekke (né le 28 février 1950 à Utrecht aux Pays-Bas) est un joueur de football néerlandais, qui jouait en tant qu'attaquant.
Il est surtout connu pour avoir terminé deux fois meilleur buteur du championnat des Pays-Bas D2, lors des saisons 1970-71 avec 25 buts et 1979-80 avec 23 buts (à égalité avec le joueur Peter Houtman).